# Triebverzicht
Triebverzicht bedeutet den Verzicht auf das Ausleben von bestimmten Trieben, insbesondere des Sexualtriebs, beziehungsweise die Verwirklichung dieser Bedürfnisse. In der Kulturanthropologie stellt der Triebverzicht ein wichtiges Konzept dar. Triebverzicht gilt als Zivilisationsmerkmal und eine der Grundvoraussetzungen für die Existenz von menschlichen Gesellschaften. Erst durch den Verzicht auf die unmittelbare Ausübung von Trieben wird menschliche Interaktion auch ohne Aggression möglich. Voraussetzung für den Triebverzicht ist die Selbstkontrolle oder auch die Selbstdisziplin. Menschen, die aufgrund mangelnder oder nicht existenter Triebkontrolle, aufgrund einer entsprechenden psychischen Disposition oder eines hirnorganischen Defekts Straftaten begehen, werden als Triebtäter bezeichnet.

## Gründe für Triebverzicht
Triebverzicht kann unterschiedliche Gründe haben. Freiwilliger Triebverzicht aus psychologischen und persönlichen Gründen, wie der Verzicht auf die unbeschränkte Ausübung des Sexualtriebes in einer Beziehung oder Ehe, wird von den meisten Menschen ausgeübt. Meist spielen dabei über das reine Triebverhalten hinausgehende Ziele und innere Antriebe eine Rolle.
Religion und daraus resultierende moralische Werte können auch ein wichtiger Auslöser für Triebverzicht sein. Der Triebverzicht wird hierbei positiv bewertet und in den meisten Religionen ausgeübt. Beispiele sind der Zölibat, das Mönchtum – mit dem Verzicht auf den Sexualtrieb und einer Verpflichtung zur Gewaltlosigkeit – sowie Asketen, die z. B. in der hinduistischen Gesellschaft traditionell hohen Respekt genießen. Der islamische Fastenmonat Ramadan ist ebenfalls ein religiöses Beispiel für den Triebverzicht. 
Triebverzicht kann auch in einer individuellen Triebökonomie vorkommen. Hier wird darauf spekuliert, Glücksmomente (Triebabfuhr) durch sparsamen Genuss zu steigern oder, andersherum ausgedrückt, sie nicht abzunutzen. 
Für Menschen, die sich durch das Ausleben ihrer sexuellen Vorlieben strafbar machen würden, wie z. B. im Fall von Pädophilie oder Nekrophilie, ist die Verhaltenskontrolle über den Sexualtrieb ein wichtiger Beitrag zur Prävention. Mittlerweile gibt es therapeutische Angebote, die auch im Vorfeld dazu beitragen können eine Straffälligkeit zu verhindern. Die Nachfrage übersteigt das Angebot jedoch um ein Vielfaches.
Triebverzicht kann auch gesellschaftlich bedingt oder erzwungen sein. Das zwanghafte und unfreiwillige Unterdrücken natürlicher Triebe kann hierbei zu psychischen Problemen führen, was insbesondere in der Psychoanalyse von Sigmund Freud als einer der Hauptgründe für Neurosen aufgeführt wurde.
Innerhalb von Partnerschaften kann nicht einvernehmlich betriebener Verzicht auf sexuelle Aktivität zum Scheitern der Beziehung führen bzw. beitragen. Andauerndes Fehlen sexueller Aktivität gilt daher als Scheidungsgrund.